# Helgolandichthys
Helgolandichthys es un género extinto de peces óseos que vivió durante el Aptiense. Esta especie fue reconocida por Taverne en 1981.